# George Foster
George Arthur Foster (nascido em 1º de dezembro de 1948) é um ex-jogador americano de beisebol profissional que atuou como outfielder, na Major League Baseball de 1969 até 1986. Um dos mais temidos rebatedores destros de sua era, foi peça-chave no "Big Red Machine" do Cincinnati Reds que venceu duas World Series consecutivas em 1975 e 1976.
Foster liderou a National League em home runs em 1977 e 1978, e em RBIs em 1976, 1977 e 1978. Venceu o prêmio de MVP da NL em 1977 e uma Silver Slugger Award em 1981.